# Jolanta Załęczny
Jolanta Janina Załęczny (ur. 13 listopada 1959 w Płocku) – polski historyk, regionalista i muzealnik, doktor habilitowany związany z Instytutem Historii Akademii Humanistycznej im. Aleksandra Gieysztora w Pułtusku (współcześnie filia Akademii Finansów i Biznesu Vistula).

## Życiorys
Uczęszczała do Liceum Ogólnokształcącego im. Feliksa Nowowiejskiego w Braniewie, które ukończyła w 1978. W 1982 ukończyła studia historyczne na Uniwersytecie Mikołaja Kopernika w Toruniu (specjalizacja archiwistyczna), a następnie studia podyplomowe: filologia polska dla nauczycieli na Uniwersytecie Warszawskim (1991), zarządzanie i marketing w oświacie w Wyższej Szkole Pedagogicznej ZNP w Warszawie (1996), informatyka w Szkole Wyższej im. Pawła Włodkowica w Płocku (2000).
W latach 1982–2009 pracowała w szkołach różnego szczebla jako polonista i historyk. W 2011 uzyskała tytuł nauczyciela dyplomowanego.
W 2008 na Uniwersytecie Marii Curie-Skłodowskiej w Lublinie obroniła pracę doktorską pt. Powiat warszawski w latach II Rzeczypospolitej. Życie polityczne, gospodarcze i kulturalne. W 2019 na Uniwersytecie Kardynała Stefana Wyszyńskiego w Warszawie na podstawie rozprawy Tradycje patriotyczne elementem kształtowania zbiorowej świadomości historycznej w II Rzeczypospolitej uzyskała habilitację.
Wykłada w Akademii Humanistycznej im. Aleksandra Gieysztora w Pułtusku. Jest członkiem Rady Naukowej Dyscypliny Historia i promotorem w przewodach doktorskich w Akademii Humanistycznej im. Aleksandra Gieysztora w Pułtusku. Należy do Komisji Rekrutacyjnej Szkoły Doktorskiej Akademii Finansów i Biznesu Vistula.
Była kustoszem w Muzeum Niepodległości w Warszawie. Kierowała Działem Historii i Badań Naukowych muzeum. Od 2018 jest kustoszem dyplomowanym.
Należy do redakcji czasopisma humanistycznego „Niepodległość i Pamięć” (od 2010 członek kolegium, redaktor prowadzący kilku numerów), do Rady Naukowej „Kwartalnika Kresowego” (dawniej Rocznik Kresowy”), Rady Naukowej „Studiów Mazowieckich” (jest redaktorem tematycznym treści o czasach najnowszych), od 2009 do Zespołu Redakcyjnego „Naszej Roty” oraz od 2012 do Rady Wydawniczej „Rocznika Legionowskiego”. Jest członkiem Rady Muzeum Kultury Kurpiowskiej w Ostrołęce oraz Rady Muzeum Historycznego w Legionowie.
Uczestniczy w pracach Towarzystwa Miłośników Historii, Komisji Badań nad Historią Syberii Komitetu Historii Nauki i Techniki PAN oraz Rady Naukowej ds. Regionalizmu przy Radzie Krajowej Ruchu Stowarzyszeń Regionalnych RP. Jest członkiem Towarzystwa Przyjaciół Legionowa (w latach 2006–2011 była sekretarzem jego zarządu, w latach 2009–2011 prezesem), Światowej Rady Badań nad Polonią (od 2013) oraz Oddziału Mazowieckiego Stowarzyszenia Muzealników Polskich (od 2011). Należy do Komisji do spraw Czasopism Historycznych przy Polskim Towarzystwie Historycznym. Była członkiem zarządu Fundacji na Rzecz Dzieci i Młodzieży im. Wandy Tomczyńskiej. Od 2008 należy do Zespołu Ochrony Pamięci Armii Krajowej Koła nr 1 „Brzozów” Światowego Związku Żołnierzy Armii Krajowej, jest członkiem Mazowiecko-Podlaskiego Towarzystwa Naukowego (należy do jego Komisji Rewizyjnej).
Uczestniczyła w polskich i międzynarodowych konferencjach naukowych, również takie organizowała. Popularyzuje historię w audycjach radiowych i czasopismach popularnonaukowych. Napisała 8 monografii, ponad 100 artykułów w czasopismach naukowych oraz ponad 80 rozdziałów w pracach zbiorowych. Jest redaktorem naukowym publikacji zbiorowych, recenzuje wydawnictwa książkowe i artykuły w czasopismach. Jej zainteresowania naukowe koncentrują się wokół ziem polskich i Polaków w II poł. XIX w., II Rzeczypospolitej, powstania styczniowego, losów osób w nim uczestniczących oraz stosunku władz II RP do weteranów powstania, obecności Polaków w historii innych narodów. Jest mazowieckim regionalistą, bada tożsamość narodową i pamięć zbiorową społeczeństwa polskiego XIX i I połowy XX wieku. Uprawia biografistykę (XIX–XX wiek). Interesuje ją edukacja muzealna.

## Wyróżnienia
W 2006 była laureatem nagrody II stopnia Mazowieckiego Kuratora Oświaty, a w 2012 wyróżnienia Marszałka Województwa Mazowieckiego. W 2006 otrzymała Brązowy Krzyż Zasługi.